# ابوزيدن (أسايس)
ابوزيدن هي إحدى مشيخات المملكة المغربية، تتبع جغرافيا لإقليم الصويرة وإداريًا لأسايس. يقدر عدد سكانها بـ 3201 نسمة حسب الإحصاء الرسمي للسكان والسكنى لسنة 2004.